# Zaptec
Zaptec AS ist ein norwegisches Technologieunternehmen, das Hardware und Software für Ladestationen für Elektroautos entwickelt, herstellt und vertreibt. Das 2012 gegründete Unternehmen hat seinen Hauptsitz in Stavanger und neben einer Niederlassung in Oslo weitere ausländische Niederlassungen in Schweden, Dänemark, Großbritannien, Frankreich, Deutschland und der Schweiz.

## Produkte
Das Produktportfolio von Zaptec umfasst Hardware (Ladestationen, Infrastruktur und Zubehör) und Ladesystem-Management-Software. Das Unternehmen bietet Möglichkeiten, den Ladevorgang basierend auf der verfügbaren Stromkapazität anzupassen, das sogenannte dynamische Lastmanagement.
Die Produkte umfassen:
- Zaptec Pro (eine Ladestation zum Laden von Elektroautos in Wohnungsbaugesellschaften, Eigentumswohnungen und größeren Parkplätzen)
- Zaptec Go (eine Ladestation zum Laden von Elektroautos in Privathäusern)

## Auszeichnungen
- 2021: Red Dot Design Award[3]